# Breer (Familienname)
Breer ist ein Familienname, der hauptsächlich im Westfälischen vorkommt.

## Herkunft und Bedeutung
Der Name ist verbreitet in Westfalen und im Emsland anzutreffen. Eine erste urkundliche Erwähnung findet er in einem Einwohnerregister von 1381 des Schlosses Heessen in Heessen, einem heutigen Stadtteil der Stadt Hamm in Westfalen. Dort ist von einem Kotten eines Bauern „de Bredere“ die Rede, in späteren Registern wird der Name schon mit Breder (1413) und ab 1498 als Breer geführt.
Es existierte also seit dem späten Mittelalter ein kleiner Bauernhof (Kotten) in der Gemeinde Heessen mit Namen Breer. Das ist der älteste Nachweis des Namens.
Im niederdeutschen Sprachbereich gibt es die Flurbezeichnung Brede für ein Feld, das breiter als lang ist (bred=breit). Hans Bahlow (1900–1982), bedeutender Namensforscher, hingegen sagt: "brede meint feuchte, sump. Niederung, wie im ON. [Ortsnamen] Breda (mit Bruch) b. Lemgo, mit Moor in Brabant, Bredelar b. Brilon, Breden b. Höxter (u. Flandern) ... Brepohl, Breypohl (Westf.) zeigt ndd. [niederdeutschen] Dentalschwund zw. Vokalen, wie auch Breihold, -holz (=Bredeholt)".
Aus dem Namen Breder, der so ebenfalls vorkommt, ist durch niederdeutschem Dentalschwund zwischen zwei Vokalen „Breer“ geworden. Mit Dentalschwund ist gemeint, dass in der niederdeutschen bzw. plattdeutschen Sprache oftmals ein „t“ oder „d“, also ein Dentallaut, der zwischen zwei Vokalen stand, nicht mehr gesprochen wurde, dass er entfiel. Weitere Beispiele sind z. B. Peer für Peter, Bruer für Bruder und Muer für Mutter.
Demnach meint Breder den Bauern, der auf der Brede sitzt oder Besitzer der Brede ist.
Der Name kommt heute auch weltweit vor.

## Namensträger
- Anny Breer (1891–1969), deutsche Fotografin
- Carl Breer (1883–1970), US-amerikanischer Automobilingenieur
- Florian Breer (* 1998), Schweizer Beachvolleyballspieler
- Heinz Breer (* 1946), deutscher Biologe
- Hilda Breer (* 1931), venezolanisch-deutsche Sängerin und Schauspielerin
- Murle Breer (Murle Lindstrom; * 1939), US-amerikanische Golfspielerin
- Nicolas Breer (* 1992), deutscher Politiker (Bündnis 90/Die Grünen)
- Robert Breer (1926–2011), US-amerikanischer Maler und Animationsfilmkünstler
- Tobias Breer (* 1963), deutscher Regularkanoniker